# Piter Jelles !mpulse
Piter Jelles !mpulse is een openbare middelbare school in de stad Leeuwarden. De school is aangesloten bij scholengemeenschap Piter Jelles. De school is gestart in het schooljaar 2005-2006.

## Onderwijs

### Onderwijsvorm
!mpulse werkt met community of learning, een onderwijssysteem dat in de Verenigde Staten al langer toegepast wordt. Het team van !mpulse vormt samen met de leerlingen een gemeenschap waarbij leren centraal staat. De leerlingen worden gestimuleerd om vanuit hun eigen nieuwsgierigheid te werken. Leerlingen werken vanuit coaching aan competenties als samenwerken, zelfsturing, communicatie en zelfreflectie.
Leerlingen werken aan leerlinggestuurde projecten genaamd Setting. Bij een setting gaat een leerling actief op zoek naar kennis en vaardigheden in de samenleving.

### Niveaus
!mpulse heeft de volgende niveaus:
- Vmbo-t
- Havo
- Vwo

### Bekende leerling (geweest)
- acteur Jochum van der Woude